# Georges Lubin
Pour les articles homonymes, voir Lubin.
Georges Lubin, né le 24 janvier 1904 à Ardentes, département de l'Indre, et mort le 13 février 2000 à Nogent-sur-Marne, est un écrivain français, romancier et historien de la littérature.

## Biographie
Georges Lucien Lubin est né le 24 janvier 1904 à Ardentes et passe sa jeunesse aux alentours de Nohant-Vic et du château de George Sand ; cette proximité le marquera. Après l'obtention de son baccalauréat en 1921, Georges Lubin devient dans un premier temps professeur dans différents lycées et collèges au gré des affectations, notamment  à Châteauroux, Limoges, Parthenay, Rennes et enfin Rouen. Durant son temps libre, il se donne à sa passion poétique et littéraire et il écrit divers articles dans la presse
Dès 1925, Georges Lubin se consacre à George Sand et Maurice Rollinat, dans un recueil dédié, À la gloire du Berry. Il publie de 1926 à 1954 sept romans et nouvelles : Le Vert paradis, La Terre a soif, Changer de peau, L'inconnue d'Angoulême, Une Jolie attelée, Maxime Rasquin, Le Rastreador. Georges Lubin rencontre Madeleine Marie Lardy, assistante de Louise Weiss. Afin de se rapprocher de Madeleine, il démissionne de l'Éducation nationale pour intégrer un établissement bancaire, la Société générale en 1931, où il fait toute sa carrière et la termine, en 1964, comme sous-directeur honoraire du Siège. Le mariage avec Madeleine est célébré à Asnières-sur-Seine, le 13 août 1931. Son épouse est la secrétaire de direction du journal L'Excelsior et sera sa collaboratrice dans ses travaux littéraires, en même temps que son plus fidèle soutien.
De 1963 à 1978, il préside Les Amis de Maurice Rollinat, et de 1981 à 1998, Les Amis de George Sand. Le 5 mai 1973, il remet le premier prix Guy Vanhor, qui récompense un auteur originaire du Berry ou de l'un des départements limitrophes ou un auteur y résidant véritablement, à Éliane Aubert-Colombani pour son roman La Perdrière écrit en 1971.
Il entreprend l'œuvre de sa vie, la publication de la correspondance de George Sand. Georges Lubin prend sa retraite en 1964, date à laquelle paraît le premier tome de la correspondance. Ce sont près de 20 000 lettres qui sont collectées et publiées pendant près de trente ans de 1964 à 1995. L'édition de la correspondance de George Sand en vingt-six volumes aux Éditions Classiques Garnier, est un « monument de plus de vingt mille pages, devenu indispensable à qui veut connaître non seulement la vie et l’œuvre de Sand, mais aussi l’histoire du XIXème siècle ».
En 1970, l’Académie française lui décerne le prix Pierre-de-Régnier pour l'édition de la correspondance et des œuvres autobiographiques de George Sand.
Le couple demeure quai Le Gallo à Boulogne-Billancourt. Madeleine meurt le 12 mars 1996 à Nogent-sur-Marne et Georges va la rejoindre, quatre ans plus tard. Il décède le 13 février 2000 dans la même commune à Nogent-sur-Marne, à l'âge de 96 ans,.
Georges Lubin est inhumé dans le cimetière nouveau d'Asnières-sur-Seine.

## Œuvres
Éditions scientifiques
- George Sand, Correspondance : 1812-1876, vol. 1 à 25 accompagnés d'un volume d'Index, Paris, Éditions Classiques Garnier, 1964 à 1991.
- George Sand, Correspondance : suppléments 1821-1876, vol. 26, Tusson (Charente), Éditions du Lérot, coll. « Les Amis de George Sand », 1995, 194 p.

Biographies
- George Sand en Berry, (photographies de Robert Thuillier), Paris, Éditions Hachette, coll. « Albums littéraires de la France », 1967 (réimpr. 1992), 175 p.

Nouvelles
- « Une jolie attelée », dans Les Œuvres libres, 1949, n° 42,

Articles
- « Dossier George Sand » , revue Romantisme, 1976, n° 11, pp. 86-93

### Articles de l'encyclopédie
- George Sand

### Sources
Le fonds Georges Lubin conservé à la médiathèque Équinoxe de Châteauroux contient un grand nombre de manuscrits (nouvelles, romans, chansons) ainsi que sa correspondance (voir CCFR).